# Hinterweidenthal
Hinterweidenthal je obec v německé spolkové zemi Porýní-Falc, v zemském okrese Jihozápadní Falc. V 2014 zde žilo 1 568 obyvatel. 

## Poloha obce
Sousední obce jsou: Dahn, Hauenstein, Lemberg, Münchweiler an der Rodalb, Ruppertsweiler a Wilgartswiesen.